# راه رفتن مرد مست (کتاب)
راه رفتن مرد مست: چطور تصادف بر زندگی ما حاکم است نام کتابی علمی (برای عموم) است که توسط نویسنده و فیزیکدان آمریکایی لئونارد ملودینوف نوشته شده است که تبدیل به کتاب‌های پرفروش و برجستهٔ نیویورک تایمز شد.
ترجمهٔ این کتاب به فارسی انجام شده است و به زودی منتشر می‌شود.

## بررسی اجمالی
راه رفتن مرد مست نقش رویدادهای تصادفی را در زندگی روزمره مورد بررسی قرار می‌دهد، همچنین سوگیری شناختی که باعث می‌شود مردم تفسیر اشباهی از رویدادهای تصادفی داشته باشند. عنوان، اشاره به نوع خاصی از رفتن تصادفی دارد که در آن یک یا دو متغیر تحت تأثیر چند مرحلهٔ تصادفی ارزش‌شان تغییر می‌کند. ملودینوف مشارکت بزرگان ریاضی همچون ژاکوب برنولی، پیرسیمون لاپلاس، و بلز پاسکال را مورد بحث قرار می‌دهد و مفاهیم آماری بنیادینی همجون بازگشت به سوی میانگین و قانون اعداد بزرگ را معرفی می‌کند، که نقش احتمالات را در طیف گسترده‌ای کخ از رتبه‌بندی شراب گرفته تا نمره‌های مدرسه و رای‌گیری‌های انتخاباتی بررسی می‌کند.

## پذیرش
در سال ۲۰۰۸ کمیته تحقیق شک‌گرایانه جایزهٔ رابرت پی بالز را به خاطر تفکر انتقادی به کتاب اهدا کرد.